# كابوني (فلم 2020)
كابوني (بالإنجليزية: Capone) هو فيلم سيرة ذاتية درامي أمريكية، أنتج سنة 2020. الفيلم من إخراج وسيناريو جوش ترانك. يمثل الفيلم آخر سنة من حياة رجل العصابات آل كابوني، وقام بدوره بطل الفيلم توم هاردي. أعلن المخرج ترانك نيته إنتاج الفيلم في أكتوبر 2016، ولكنه لم يبدأ انتاجه للفيلم إلا في مارس 2018، واستمر حتى مايو من نفس العام، وكان موقع التمثيل في ولاية لويزيانا الأمريكية. أخيراً أطلق الفيلم في 12 مايو 2020.

## القصة
يروي الفيلم آخر سنة من حياة آل كابوني، في الفترة التي تبعت خروجه من السجن بعد قضائه 10 سنوات خلف القضبان، بتهمة التهرب الضريبي. وقد قررت المحكمة إطلاق سراحه بعد زوال الخطر الذي كان يشكله، وذلك نتيجة تطور حالته المرضية بمرض الزهري العصبي الذي أصاب دماغه بالخرف. يقضي كابوني ما تبقى من حياته على جزيرة بلام في ولاية كاليفورنيا، لكنه بقي تحت المراقبة الفيدرالية لاعتقادهم بأنه يخفي 10 ملايين دولار في مكان ما، أو أنه يدعي الجنون. لكن المرض زادت أعراضه ليصاب بالشلل ثم يفقد قدرته على تحريك أطرافه، ليتحول أخيراً لعقل طفل.
من خلال الفيلم يظهر العلاقة المتردية مع زوجته وابنه، وحالات تأنيب الضمير التي تراوده بسبب عمليات القتل التي كان يتسبب بها. أخيرا يموت آل كابوني في يناير 1947 بعد بلوغه 48 عاماً. توفي ولم يستطيع أحد معرفة مكان الأموال التي تحدث عنها، كما أن عائلته غيرت اسمها لمحاولتهم العودة لحياتهم الطبيعية.

## الممثلون
- توم هاردي بدور آل كابوني.
- ليندا إدنا كاردليني بدور ماي زوجة كابوني.
- مات ديلون بدور جوني.
- ال سابينزا بدور رالفي.
- كاثرين ناردوتشي بدور روز.
- نويل فيشر بدور الابن.
- نيل برينان بدور هارولد
- كايل ماكلاشلان بدور طبيب كابوني.
- جوش ترانك بدور العميل هاريس.
- جاك لودين بدور كروفورد.

## روابط خارجية
- مقالات تستعمل روابط فنية بلا صلة مع ويكي بيانات